# 厚叶兔儿风
厚叶兔儿风（学名：Ainsliaea crassifolia）为菊科兔儿风属的植物，是中国的特有植物。分布在中国大陆的云南等地，生长于海拔2,750米至3,000米的地区，多生在山坡林缘及草丛中，目前尚未由人工引种栽培。